# Alberto Montoreano
 (mars 2011).
 (octobre 2014).
Alberto Montoreano, né le 10 avril 1937 à Buenos Aires en Argentine, est un photographe et peintre. Il découvre la peinture avec Victor Chab et ses enseignements sur la technique de l’automatisme.

## Photographe et peintre
Alberto Montoreano est généralement considéré comme un peintre surréaliste. Et pourtant cela revient à minimiser son apport. Cette hypothèse réduit son ordre visuel. Ce dernier échappe à une visée d’école. Certes l’artiste argentin se laisser aller afin d’épouser le rythme de l’espace et du temps. Sa peinture les embrasse du regard comme on embrasse une amante. Mais l’amour que porte l’artiste à la peinture ou aux êtres s’éloignent des théories fumeuses de hasard objectif développées sur le sujet par le Surréalisme[non neutre] - du moins dans sa version française aux ordres de son Caudillo.

## Témoignages
Pour Jean-Paul Gavard-Perret, maître de conférence en communication à l'Université Savoie-Mont-Blanc :
« Chez Alberto Montoreano, la peinture accorde avant tout la pure contemplation de son propre langage. À ce titre elle est presque plus suprématiste que surréaliste. S’y perdre est à la fois un plaisir et une angoisse parce qu'elle ouvre au plaisir d’une découverte de figures qui échappent à toute donnée objective de représentation. Prise dans l’impératif de son langage la peinture crée un corps qui dépasse paradoxalement les époques par effet d’une abstraction ou d’une érosion particulière ».
Selon les dires d’Alberto Montoreano :	
« Pour moi, peindre est une surprise. À mesure que les images prennent forme, je m’enthousiasme, je m’enflamme, je me surprends au point de m’émouvoir même quelques fois. Je parle de « surprise », puisqu’au début je n’imagine pas ce qui va apparaître. Très souvent, lorsque j’apprécie l’œuvre achevée, j’éprouve un grand soulagement. Quelque chose de très profond vient de s’exprimer sur la toile ou le papier. Alors, je visualise très clairement ma joie et mes amours. D’autres fois, je me sens libéré d’un cauchemar, d’un rêve, d’une menace, d’une crainte. La surprise demeure intacte même en observant l’inconcevable résultat. »
L’écrivain Alan Pauls dit à propos de son œuvre picturale :
« Les œuvres de Montoreano, riches en contours ambigus et mouvement de violence, sensualité et effets oniriques, sont des portraits défigurés par l’ironie et l’exercice délibéré du sarcasme et d’un sens de l’humour proche du surréalisme... »

## Expositions

### En Amérique
Alberto Montoreano réalise de nombreuses expositions personnelles et collectives parmi lesquelles à la Galerie Lagard (Buenos Aires, Argentine), au Meeting Point Art Center (Coral Gables, États-Unis), à la Galerie Rodolfo Cascales, au Salón Credicoop Primavera, à la Lirolay Gallery, à la Galerie Praxis, à la Sociedad de Artistas Plásticos de Argentina (SAAP), au Centro de Arte de Alto Palermo, à la Galerie Centoira et récemment à la Galerie Palermo H (Buenos Aires, Argentine), Arte Clásica 09 (Buenos Aires, Argentine). 

### En Europe
Montoreano a été invité à réaliser des expositions à Varsovie (Pologne) en la Galerie Schody, à Swidnik (Pologne) au Centrum Kultury Jezkow Romanakich et à Paris (France) en la Galerie Lina Davidov.